# Дайневор, Фиби
Фиби Дайневор (англ. Phoebe Dynevor; род. 17 апреля 1995, Траффорд, Большой Манчестер, Англия, Великобритания) — британская актриса, получившая известность благодаря роли Дафны Бриджертон в телесериале «Бриджертоны» (2020).

## Биография
Фиби Дайневор родилась 17 апреля 1995 года в английском Траффорде в семье сценариста Тима Дайневора и актрисы Салли Дайневор. Она окончила школу в Стокпорте. В 2009 году, в возрасте 14 лет, Дайневор получила роль в телесериале «Мост Ватерло». В последующие годы она играла в сериалах «Монро», «Жены заключенных», «Деревня» и др., в 2016 году дебютировала на американском телевидении в «Большом куше». Актриса получила известность благодаря роли Дафны Бриджертон в сериале «Бриджертоны» (2020), одном из самых громких проектов Netflix: это шоу принесло ей номинацию на награду Американской Гильдии киноактёров в категории «Лучший актёрский ансамбль в драматическом сериале».
В начале 2023 года стало известно, что Дайневор встречается с американским актёром и продюсером Кэмероном Фуллером, сыном продюсера Брэда Фуллера. В мае 2024 года состоялась помолвка.

## Фильмография
| Год         |   | Русское название       | Оригинальное название  | Роль             |
| ----------- | - | ---------------------- | ---------------------- | ---------------- |
| 2009 — 2010 | с | Мост Ватерло           | Waterloo Bridge        | Шивон Майли      |
| 2011        | с | Монро                  | Monroe                 | Фиби Кормак      |
| 2012 — 2013 | с | Жены заключенных       | Prisoners Wives        | Лорен            |
| 2014        | с | Деревня                | The Village            | Фиби Рандл       |
| 2015        | с | Мушкетёры              | The Musketeers         | Камилла          |
| 2015 —2016  | с | Диккенсиана            | Dickensian             | Марта Кретчет    |
| 2016        | ф | Природа дневного света | The Nature of Daylight | Фиби             |
| 2017 — 2018 | с | Большой куш            | Snatch                 | Лотти Мотт       |
| 2017 — 2021 | с | Юная                   | Younger                | Клэр             |
| 2020 — 2022 | с | Бриджертоны            | Bridgerton             | Дафна Бриджертон |
| 2021        | ф | Цветная комната        | Сolor room             | Кларисс Клифф    |
| 2022        | с | Десять процентов       | Ten Percent            | Фиби Дайневор    |
| 2023        | ф | Банк Дэйва             | Dave's bank            | Александра       |
| 2023        | ф | Честная игра           | Fair Play              | Эмили            |
| 2024        | ф | Больше пламени         | More Flames            |                  |
| 2025        | ф | Наследство             | Inheritance            | Майя             |
| 2025        | ф | Знаменитость           | Famous                 |                  |
| 2026        | ф | Остаться               | Remain                 | Рен              |
| 2026        | ф | Shiver                 | Shiver                 |                  |